# جيمي غريفين
جيمي غريفين (بالإنجليزية: Jimmy Griffin)‏ هو موسيقي ومغني ومغن مؤلف ومنتج أسطوانات وعازف قيثارة أمريكي، ولد في 10 أغسطس 1943 في سينسيناتي في الولايات المتحدة، وتوفي في 11 يناير 2005 في فرانكلين في الولايات المتحدة بسبب سرطان.

## وصلات خارجية
- جيمي غريفين على موقع IMDb (الإنجليزية)
- جيمي غريفين على موقع ميوزك برينز (الإنجليزية)
- جيمي غريفين على موقع ديسكوغز (الإنجليزية)
- جيمي غريفين على موقع قاعدة بيانات الفيلم (الإنجليزية)